# Wilhelm Hettfleisch
Wilhelm Hettfleisch (* 29. Mai 1923; † 2022 in München) war ein deutscher Fußballspieler, der für den FC Bayern München aktiv war.

## Karriere
Wilhelm Hettfleisch gehörte zur Saison 1949/50 dem FC Bayern München als Torhüter an und bestritt vier Punktspiele in der Oberliga Süd, der seinerzeit höchsten deutschen Spielklasse. Sein Debüt gab er am 3. September 1949 (1. Spieltag) bei der 2:3-Niederlage im Heimspiel gegen die SpVgg Fürth. Seine letzten drei Oberligaspiele vom vierten bis sechsten Spieltag waren auch nicht von Erfolg gekrönt; er verlor mit seiner Mannschaft am 9. Oktober beim VfB Mühlburg mit 1:2, spielte am 16. Oktober im Stadion an der Grünwalder Straße 2:2 unentschieden gegen den VfB Stuttgart und verlor am 23. Oktober mit 0:2 beim BC Augsburg.
Hettfleisch starb 98-jährig in München, seine Urne wurde im April 2022 auf dem Neuen Südfriedhof beigesetzt.